# Gerhard Birkhofer

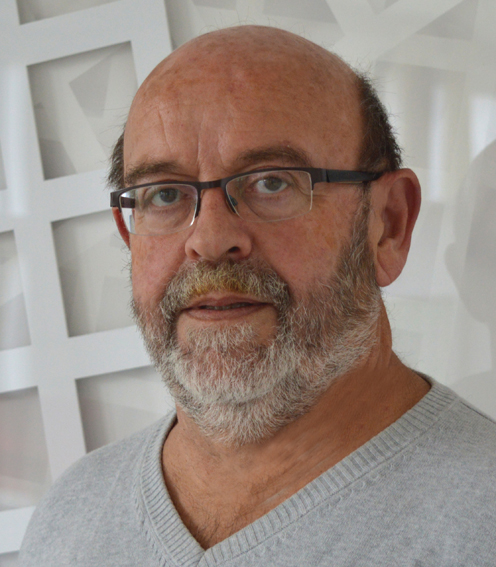
Gerhard Birkhofer, 2018

Gerhard Birkhofer (* 6. Mai 1947 in Ravensburg) ist ein deutscher Künstler. Er ist als freischaffender Bildhauer, Maler tätig.
Er verfasste zahlreiche Fachbücher im Bereich der Kunstpädagogik und war Kunstdozent  an der Pädagogischen Hochschule Freiburg.

## Leben
Von 1971 bis 1974 studierte Gerhard Birkhofer an der Pädagogischen Hochschule Freiburg die Fächer Kunst und Deutsch und von 1982 bis 1990 Kunstgeschichte an der Albert-Ludwigs-Universität Freiburg bei Erik Forssman und Jürg Meyer zur Capellen. Von 1986 bis 1994 war Birkhofer 1. Vorsitzender des Landesverbandes Bildender Künstler Baden-Württemberg (BBK) und wirkte in dieser Funktion in der Kommission Bild am Konzept 88 für das ZKM Karlsruhe mit.  Birkhofer war 1990 Mitbegründer der Künstlergruppe „konstruktive kunst am oberrhein“.
Seit 1982 lehrte er an der Pädagogischen Hochschule Freiburg am Institut der Künste, Abteilung Kunst, die Gebiete Fachwissenschaft, Fachdidaktik und Fachpraxis mit den Schwerpunkten Skulptur und Grafik. Er verfasste zahlreiche Bücher zur Praxis der Druckgrafik sowie Lehrbücher für den Kunstunterricht.
Einzelausstellungen und Ausstellungsbeteiligungen hatte er seit dem Beginn seiner künstlerischen Tätigkeit 1976. Zahlreiche Werke befinden sich in Museen, öffentlichen und privaten Sammlungen und im öffentlichen Raum. Erste Buchveröffentlichungen zur Fachdidaktik Kunst erschienen 1978 im Ravensburger Buchverlag. Birkhofer war Schriftleiter des Periodicums Kunststunde (ALS-Verlag, Dietzenbach) ab 1979.
Gerhard Birkhofer lebt und arbeitet in Gottenheim am Tuniberg.

## Werk

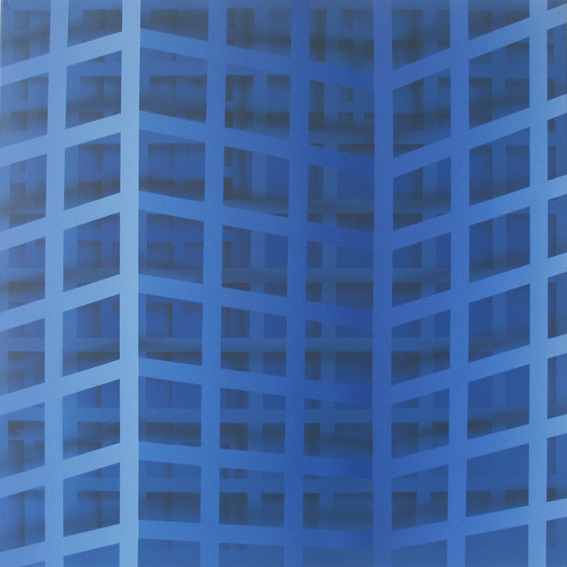
Gerhard Birkhofer: „shadow“, 2009. Acryl auf Leinwand, 60 × 60 cm.

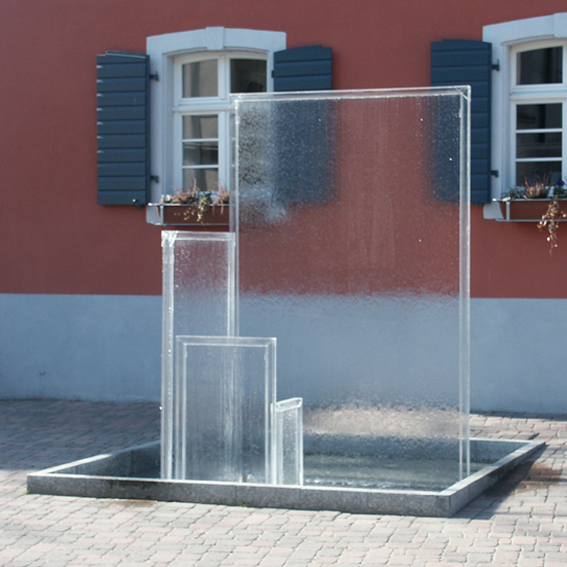
Gerhard Birkhofer: Gottenheimer Wasserskulptur, tags, 2002. Acrylglas, 320 cm × 250 cm × 250 cm

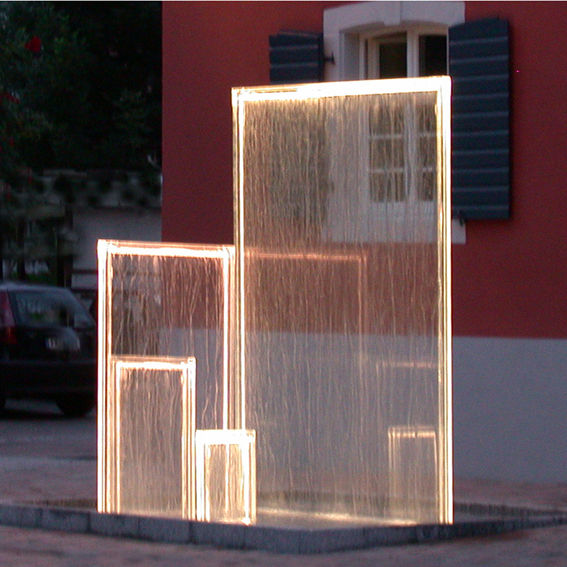
Gerhard Birkhofer: Gottenheimer Wasserskulptur, nachts, 2002. Acrylglas, 320 cm × 250 cm × 250 cm

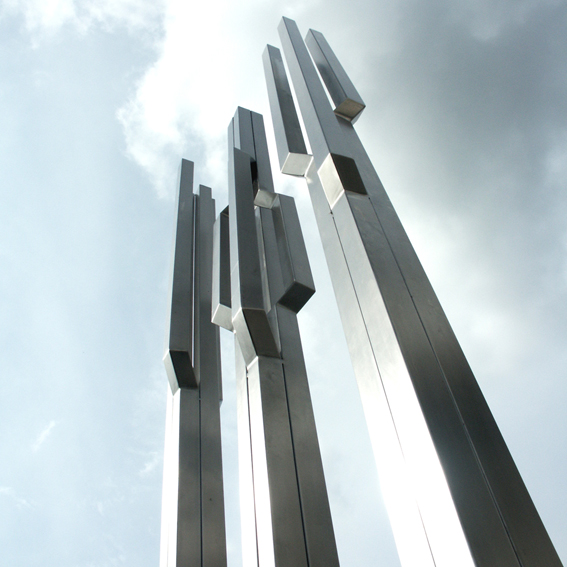
Gerhard Birkhofer: Stelen 1995. Edelstahl, jede 340 × 40 × 40 cm

Gerhard Birkhofer beschäftigt sich mit der geometrisch-konstruktiven Kunst. Für Skulpturen verwendet er Edelstahl und Eisen. 2002 wurde die Gottenheimer Wasserskulptur vom Künstler Gerhard Birkhofer entworfen und angefertigt. Seit 2020 arbeitet er mit reflektierenden und lichtbrechenden Materialien, die stetig wechselnde Bildwirkungen hervorrufen. Damit hebt Birkhofer die Statik des geometrischen Tafelbildes auf. Als Maler und Bildhauer geometrischer Werke hatte er zahlreiche Ausstellungen in den USA und europäischen Galerien.

## Einzelausstellungen (Auswahl)
- 2000: Merrick Gallery St. Petersburg,[5] USA
- 2001: Duncan Gallery, DeLand, USA
- 2003: Galerie Hunziker, Zürich, Schweiz
- 2003: LOG Gallery Marburg, Deutschland
- 2006: Raumbegegnungen, Kunsthalle Marburg, Deutschland
- 2007: Galerie K. im Haus der Modernen Kunst,[6] Staufen im Breisgau, Deutschland
- 2014: Geometrie der Zeit, Kunsthalle Marburg, Deutschland
- 2017: Reflexionen, Haus der Modernen Kunst,[7] Staufen im Breisgau, Deutschland
- 2018 CIENIE I REFLEKSY, Galeria Delfiny, Warschau, Polen

## Werke in Sammlungen
- kunsthalle messmer, Riegel am Kaiserstuhl[8]

## Veröffentlichungen (Auswahl)
- Gerhard Birkhofer, Walter Pils, Erwin Roth: Plexiglas für den Werk- und Kunstunterricht: Dokumentation e. Schülerwettbewerbs Werken u. Gestalten mit Plexiglas. Röhm, Darmstadt 1982.
- Gerhard Birkhofer, Hubert Sonner: Linolschnitt. Ravensburger Buchverlag G, Ravensburg 1983, ISBN 978-3-473-61261-1.
- Gerhard Birkhofer, Hubert Sonner: Radierung, Aquatinta und andere flächige Verfahren. Ravensburger Buchverlag G, Ravensburg 1984, ISBN 978-3-473-61263-5.
- Max Ackermann, Gerhard Birkhofer: Katalog zur Ausstellung Ascona, Galleria Sacchetti. Galleria Sacchetti, Ascona 1990.
- Gerhard Birkhofer: Prinzip Montage. Hrsg.: Ingrid Kreide. ALS, Dietzenbach 1993, ISBN 978-3-89135-026-3.
- Gerhard Birkhofer: Phänomen Farbe. Hrsg.: Ingrid Kreide. ALS, Dietzenbach 1995, ISBN 978-3-89135-045-4.
- Gerhard Birkhofer: Die perspektivische Darstellung: Grundlagen (ALS-Arbeitsmappe). Hrsg.: Ingrid Kreide. ALS, Dietzenbach 1995, ISBN 978-3-89135-048-5.
- Gerhard Birkhofer, Michael Klant: Praxis Kunst - Sekundarstufe II: Praxis Kunst: Plastik. Schroedel Verlag GmbH, Köln 1997, ISBN 978-3-507-10235-4.
- Gerhard Birkhofer: Tiefdruck. Ravensburger, Ravensburg 1996, ISBN 978-3-473-48384-6.
- Gerhard Birkhofer: Tiefdruck. Christophorus Verlag, Rheinfelden 2007, ISBN 978-3-8388-3009-4.